# Apeadero de Quinta da Ponte
El Apeadero de Quinta da Ponte fue una estación ferroviaria del Ramal da Lousã, que servía el lugar de Quinta da Ponte, en el Ayuntamiento de v, en Portugal.

## Historia

### Apertura al servicio
Este apeadero se encontraba en el tramo entre Coímbra y Lousã del Ramal da Lousã, que abrió a la explotación el 16 de diciembre de 1906, por la Compañía Real de los Caminhos de Ferro Portugueses.

### sigloXXI
En febrero de 2009, la circulación en el Ramal da Lousã fue temporalmente suspendida para la realización de obras, siendo los servicios sustituidos por autobuses.
El 4 de enero de 2010, el tramo entre el Apeadero de Coímbra-Parque y la Estación de Miranda do Corvo fue desactivado, para la reconversión del sistema ferroviario en un metro de superficie; durante el proceso, fue instituido un servicio de transporte de sustitución.